# Птеробранхија
Птеробранхија (Pterobranchia) су класа животиња сродна жироликим црвима са којима припада типу полухордата. Већином су колонијални организми који воде сесилан начин живота. Живе у цевчицама, кућицама које сами излучују. Класа птеробрахнија обухвата мали број врста, око 30, сврстаних у неколико родова. Веома су ситни организми, величине до 3 mm. Имају стомохорду, централну лакуну и срчани мешак (видети жиролики црви).
Тело им је диференцирано, као и код осталих полухордата, на три региона:
- рилицу (proboscis);
- огрлицу, околовратно задебљање на коме се налази пар ручица које носе бројне тентакуле прилагођене хватању хране;
- труп који се са трбушне стране наставља на дршку на којој се пупљењем образују нове јединке које остају на родитељској јединки образујући на тај начин колонију.

Црево је потковичасто због начина живота па се анални отвор налази на предњој страни одмах иза венца тентакула.
Нервно стабло није шупље, цевасто, као код њихових сродника жироликих црва.
Размножавају се на два начина: пупљењем и полно. Полне жлезде су парне или непарне и налазе се на леђној страни трупа.